# Lijst van Saoedische autosnelwegen

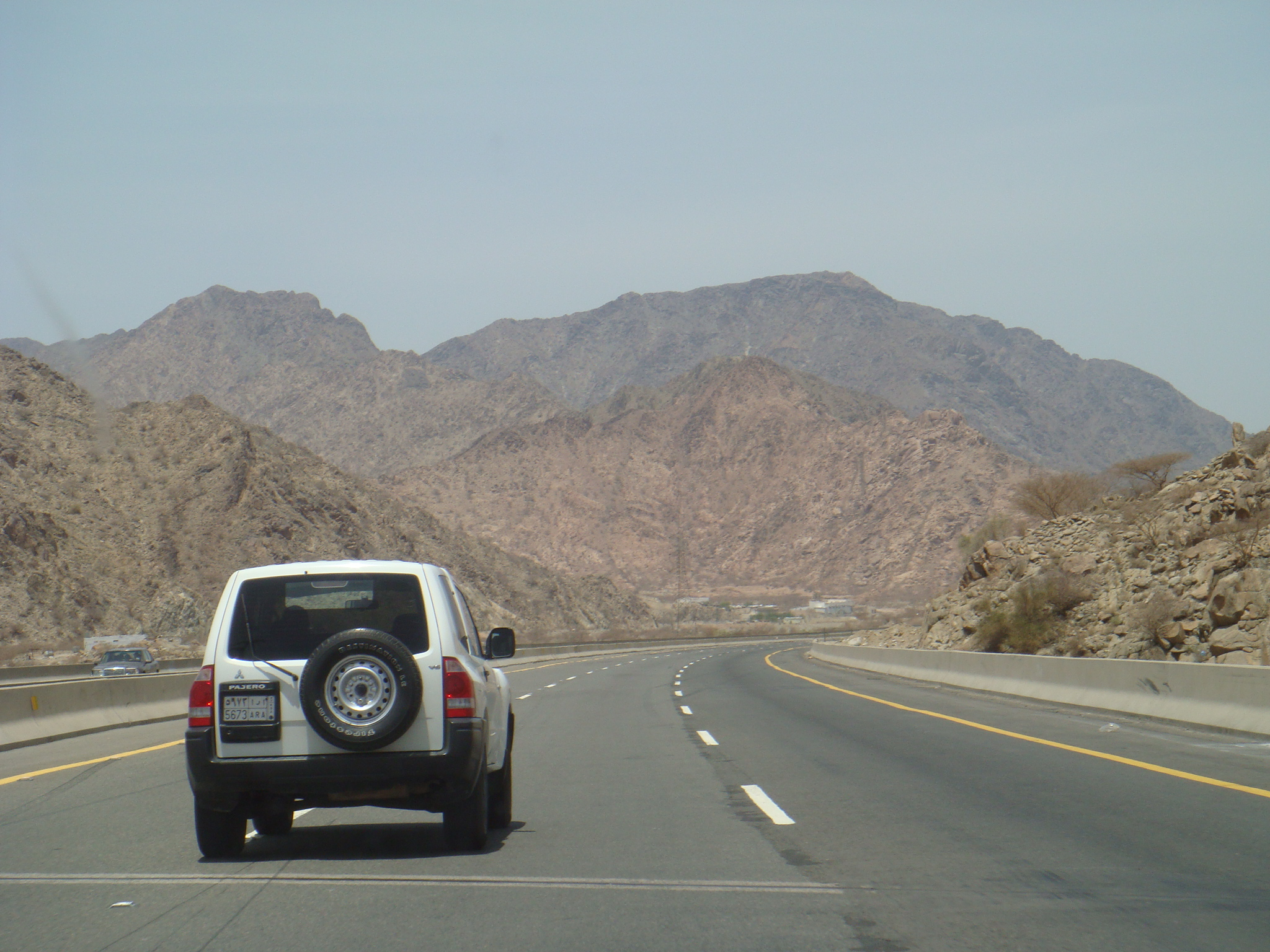
Highway 60

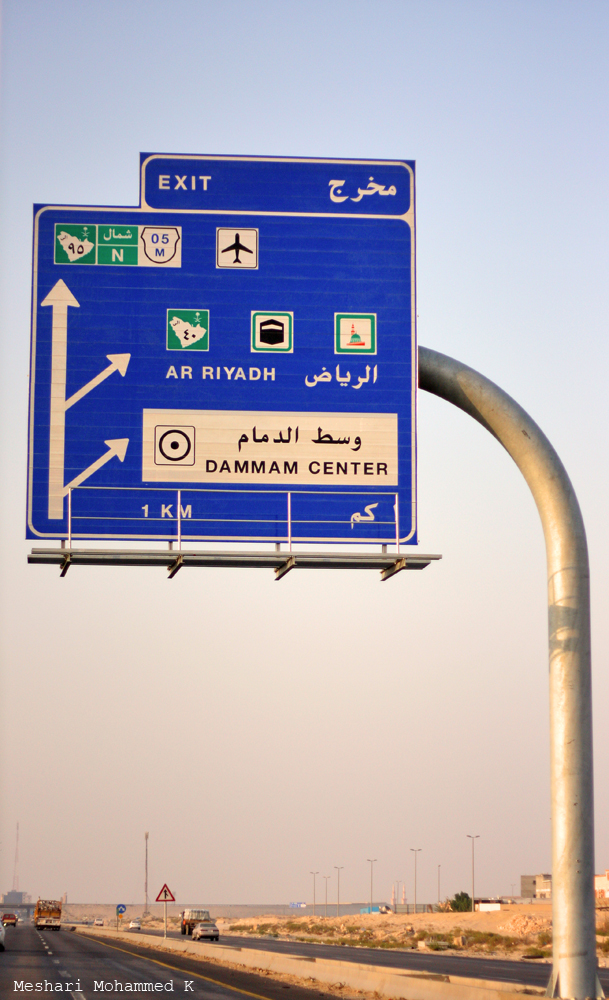
Highway 40

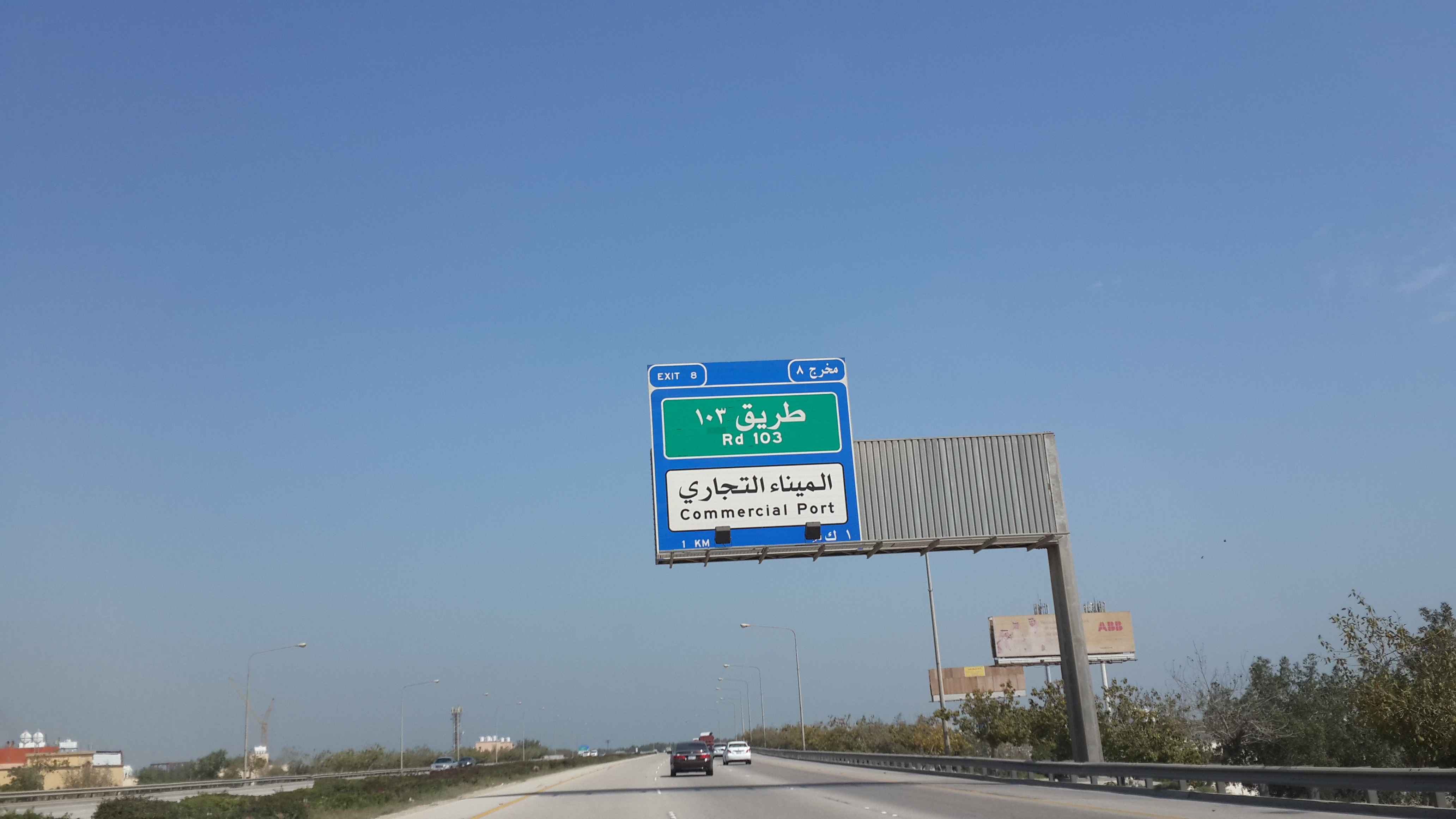
Saoedische autosnelweg

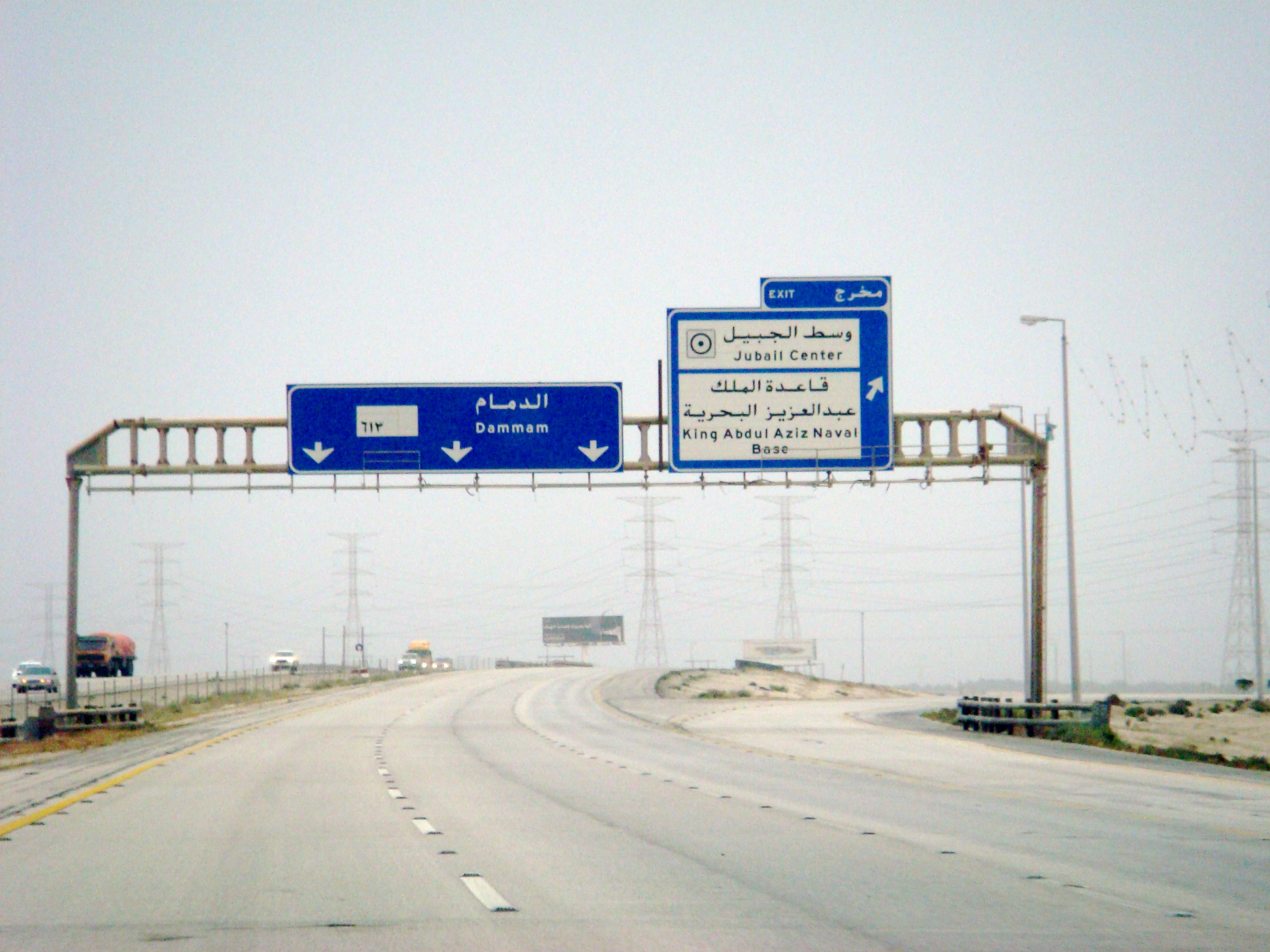
Saoedische autosnelweg

Hieronder volgt een lijst van autosnelwegen in Saoedi-Arabië. Saoedi-Arabië telt ongeveer 9000 kilometer autosnelweg. Op sommige snelwegen bedraagt de maximumsnelheid 140 kilometer per uur. Verschillende snelwegen maken deel uit van het Internationaal wegennetwerk van de Arabische Mashreq. Onderstaande lijst bevat de hoofdwegen (highways) die daadwerkelijk zijn omgebouwd tot autosnelwegstandaard.
| Schild | Nummer of naam                                             | Route                                                         |
| ------ | ---------------------------------------------------------- | ------------------------------------------------------------- |
|        | Highway 5                                                  | 600 kilometer snelweg rond Jeddah                             |
|        | Highway 10                                                 | Ad Darb-Sila (25 kilometer 2x3-snelweg en 1100 kilometer 2x2) |
|        | Highway 15                                                 | snelwegstuk Khamis Mushait-Abha, Mekka-Medina                 |
|        | Highway 40                                                 | Taif-Riyad-Damman                                             |
|        | Highway 60                                                 | Badr-Al-Artawiyah                                             |
|        | Highway 65                                                 | Riadh - grens met Jordanië                                    |
|        | Highway 75                                                 | snelwegstuk Al Hofuf - 80 kilometer noordwaarts               |
|        | Highway 85                                                 | Abu Hadriya - Al Qurayyat                                     |
|        | Highway 95                                                 | grens met Verenigde Arabische Emiraten - Khafji               |
|        | Jeddah 2nd Ring Road (Arabisch: جدة الطريق الدائري الثاني) | gedeeltelijke ringweg om Jeddah                               |